# Калабиана
Калабиа̀на (на италиански: Callabiana; на пиемонтски: Calabian-a, Калабиан-а) е село и община в Северна Италия, провинция Биела, регион Пиемонт. Разположено е на 731 m надморска височина. Населението на общината е 154 души (към 2010 г.).